# Martin Potter (attore)
Martin Potter (Nottingham, 4 ottobre 1944) è un attore britannico.

## Biografia
Attivo sia sul piccolo che sul grande schermo dal finire degli anni sessanta (esordisce nella serie televisiva ITV Playhouse), Potter ottiene un discreto successo interpretando Encolpio nel film Fellini Satyricon di Federico Fellini.
Come caratterista, si distingue come spalla di Robert Mitchum nel crepuscolare Marlowe indaga.

## Filmografia

### Attore
- ITV Playhouse, nell'episodio "The Bonegrinder" (1968)
- Theatre 625, nell'episodio "The Year of the Sex Olympics" (1968)
- The Caesars, nell'episodio "Sejanus" (1968)
- Block-notes di un regista (A director's Notebook) (1969)
- Fellini Satyricon (1969)
- W. Somerset Maugham, nell'episodio "Olive" (1970)
- Sul tuo corpo adorabile sorella (Goodbye Gemini) (1970)
- The Only Way (1970)
- Nicola e Alessandra (Nicholas and Alexandra) (1971)
- All Coppers Are... (1972)
- Il buio macchiato di rosso (Craze) (1974)
- The Legend of Robin Hood (1975) - Miniserie Tv
- Satan's Slave (1976)
- Amori vizi e depravazioni di Justine (Cruel Passion) (1977)
- Marlowe indaga (The Big Sleep) (1978)
- The Famous Five, nell'episodio "Five Get Into a Fix" (1978)
- Lady Oscar (Lady Oscar) (1979)
- Leap in the Dark, nell'episodio "Poor Jenny" (1980)
- I Borgia (1981) - Miniserie Tv
- Nanny, nell'episodio "Fathers" (1982)
- The Comic Strip Presents..., nell'episodio "Summer School" (1983)
- Doctor Who, nell'episodio "Terminus: Part 1" (1983)
- A.D. - Anno Domini (A.D.) (1985) - Miniserie Tv
- Gunpowder (1987)
- Creature grandi e piccole, nell'episodio "Two of a Kind" (1988)
- The Outsiders (2006) - Film Tv

## Doppiatori italiani
- Gianni Giuliano in Fellini Satyricon
- Sergio Di Stefano in Nicola e Alessandra
- Paolo Turco in Lady Oscar